# مرتضی نک
مرتضی نک، روستایی از توابع بخش طارم سفلی شهرستان قزوین در استان قزوین ایران است.

## جمعیت
این روستا در دهستان خندان قرار دارد و براساس سرشماری مرکز آمار ایران در سال ۱۳۸۵، جمعیت آن ۹۸ نفر (۳۷خانوار) بوده‌است. اما با گسترش جمعیت این روستا بر طبق سرشماری سال 1395 جمعیت این روستا به حدود سیصد و نود با صد و سی خانوار رسیده است.در ابتدا روستا در فاصله پنج کیلومتری مکان فعلی خود در کنار دره ای سر سبز و زیبا قرار داشت که اهالی آب شرب خود را از چشمه های فصلی و داعمی اطراف دره تامین می کردند . نزدیکترین روستا از شمال روستای سیاه پوش و از جنوب روستای قوشچی با نسبت فامیلی یکسان "کلهر" بوده است . پس از زلزله ویرانگر سال ۱۳۶۹ که بسیاری از خانه های روستایی تا صد درصد تخریب و باعث تلفات سنگین به اهالی شده بود با مساعدت دولت و اعطای وام و زمین مناسب به اهالی روستا . روستای فعلی ایجاد و از امکانات مناسبی نیز بهره مند گردید .با توجه به بادگیر بودن روستای فعلی تعداد زیادی نیروگاه بادی در اطراف روستا مشغول به تولید برق می باشد .